# 薩哈林國立綜合大學
46°58′08″N 142°44′05″E / 46.968969317097°N 142.73485816128°E
薩哈林國立綜合大學（俄语：Сахалинский государственный университет），是位於薩哈林州南薩哈林斯克的國立大學，創建於1949年。與韓國的東西大學（Dongseo University）及釜山外國語大學維持姊妹校關係；因為前述關係，再加上薩哈林當地擁有為數可觀的朝鮮裔人口，來自韓國的學生在薩哈林國立綜合大學形成了最大宗國際學生。

## 歷史沿革
- 1949年，南薩哈林斯克師範學院正式成立，開設物理數學系與俄羅斯語言文學系兩系及5教授職位。
- 1998年，南薩哈林斯克國立師範學院改制為薩哈林國立綜合大學。

## 校園環境
- 主樓建築
- 技術石油和天然氣研究所

## 外部連結
- 薩哈林國立大學（俄文）
- 薩哈林國立大學（英文）